# Лука Примојевић
Лука Паскалис Примојевић био је канцелар и писар из Дубровачке републике. Живео је и радио у 16. веку, а потиче из познате српске породице Примојевић. Његов отац Паскоје Примојевић, браћа Трајан и Нико, такође су били писари.

## Породица
Лука је рођен у српској породици Примојевић из Дубровачке републике. Његов отац Паскоје Примојевић био је писар за словенске језике, радио у периоду од 1482. до 1527. године. Лукина браћа Трајан и Нико такође су радили као писари, Трајан од 1527. до 1537. године, а Нико у периоду од 1536. до 1566. године.

## Покушај оснивања штампарије
У свом писму Сенату Дубровачке републике, Лука је нагласио да је имао намеру да штампа књиге, користећи иста писма као српски свештеници у њиховим црквама, иста писма која су коришћена у Цетињској штампарији, а у својим списима нагласио како су те књиге биле хваљене и поштоване. У писму Сенату објаснио је да има намеру да доведе два штампара из Италије, како би они подучили локалне штампаре. Примојевић је такође од Сената Дубровачке републике тражио да му дозволе да увози папир без икаквих пореза, да има кућу и продавницу на главном тргу, које ће користити, као и да се не дозволи ниједном другом штампару да отвара штампарију у Дубровнику наредних 15 година. Сенат Дубровачке републике прихватио је Примојевићеве захтеве, под условом да у року од годину дана оснује штампарију. Годину дана касније, Примојевић је тражио да се његов рок одложи на још осам месеци, што је Сенат прихватио, 13. марта 1517. године. Иако његова намера да оснује штампарију у Дубровнику и штампа ћириличне књиге није успела, његове писане изјаве оставиле су значајна сведочења о висoком угледу књига штампаних у штампарији Црнојевић.